# تعجر الجبهة
تعجر الجبهة هو انتفاخ شبيه بالوسادة في الجبهة فوق أعلى الأنف.:693